# Alstroemeria zoellneri
Alstroemeria zoellneri är en alströmeriaväxtart som beskrevs av Ehrentraut Bayer. Alstroemeria zoellneri ingår i släktet alströmerior, och familjen alströmeriaväxter. Inga underarter finns listade i Catalogue of Life.